# Xing Yan Dong
Xing Yan Dong (Chinees: 邢彦东) (20 maart 1985) is een Chinees voormalig wielrenner die in 2013 reed voor Argos-Shimano.

## Carrière
In 2008 werd hij derde in de derde etappe van de Ronde van Langkawi.
In maart 2013 tekende hij een contract bij de Nederlandse ploeg Argos-Shimano. Namens die ploeg reed hij dat jaar onder meer de Vierdaagse van Duinkerke en de Ronde van Peking. Aan het eind van het seizoen werd zijn contract echter niet verlengd.

## Ploegen
- 2006 –  Marco Polo Cycling Team
- 2007 –  Discovery Channel-Marco Polo Team
- 2008 –  Trek-Marco Polo Cycling Team
- 2009 –  Trek-Marco Polo Cycling Team
- 2010 –  Holy Brother
- 2011 –  Marco Polo Cycling Team
- 2012 –  MAX Success Sports (vanaf 20 augustus)
- 2013 –  Team Argos-Shimano (vanaf 20 maart)

Ahlstrand ·
Arndt ·
Barguil · 
Clarke ·
Curvers ·
Damuseau ·
De Backer ·
Degenkolb ·
Dumoulin ·
Fröhlinger ·
Geschke ·
Gretsch ·
Huguet ·
Hupond ·
Janse van Rensburg · 
Ji · 
Kittel ·
de Kort ·
Ludvigsson ·
Mezgec ·
Parisien ·
Peterson ·
Preidler ·
Sinkeldam ·
Sprick ·
Stamsnijder ·
Timmer · 
Veelers · 
Xing ·
Holler (stagiair) · 
Jauregui (stagiair) · 
Olsson (stagiair)